# Way Down East
Way Down East és una pel·lícula muda estatunidenca dirigida per D. W. Griffith, i interpretada per Lillian Gish i Richard Barthelmess, entre d'altres. Va ser estrenada el 3 de setembre de 1920. Està basada en l'obra de teatre homònima de Lottie Blair Parker. Després de “El naixement d'una nació” (1915) i “Intolerance” (1916), “Way Down East” és considerada com una de les grans obres de Griffith. Existeix una segona versió de la pel·lícula produïda per la 20th Century-Fox el 1935 dirigida per Henry King i protagonitzada per Rochelle Hudson i Henry Fonda.

## Argument
Anna Moore és una jove que viatja a Boston per demanar als seus parents rics, el Tremonts, que ajudin la seva família a superar les dificultats financeres que pateix. Un cop a Boston, però, coneix el Sr. Lennox Sanderson, un home ric, que l'entabana amb un matrimoni fals per aprofitar-se d'ella. En tornar a casa, ell li demana de mantenir-ho en secret, ja que el seu pare el podria desheretar i inicialment ella li fa cas. Més endavant, en adonar-se que està embarassada, ella ho vol fer públic però Lennox li confessa la veritat i l'abandona deixant-la sola i sense diners per afrontar el naixement de la criatura.
Poc després mor la seva mare i ella es refugia en una llar d'acollida, on té la criatura, que anomena Trust Lennox però el nen acaba morint. Al final aconsegueix feina a la granja de Squire Barlett, un home just però molt estricte que creu que ha de caure tot el rigor sobre els pecadors. El fill de Squire, David, s'enamora d'Anna i ella està a punt d'acceptar el compromís però ho refusa a causa del seu passat.
Aleshores, descobreix Lennox Sanderson que viu en una granja veïna. Ell té la intenció de seduir una altra noia i, en veure Anna, intenta que ella marxi cosa que refusa, tot i que li diu que no explicarà el seu passat. Malauradament, Squire Barlett s'assabenta de la història d'Anna i Lennox per culpa del xafardeig de Martha. Fa fora la noia de casa seva justament quan una gran tempesta de neu s'abat sobre la regió. Ella marxa desesperada, no sense abans acusar Lennox de la seva perdició i de ser el pare del seu fill mort. Anna es perd i acaba desmaiada sobre la capa gelada d'un riu. David organitza un grup de cerca per rescatar-la de la tempesta. La troben surant sobre un tros de gel a punt de caure per una cataracta, d'on és rescatada per David.
Al final, els pares, coneixent la verdadera història de la noia, permeten el seu casament.

## Repartiment
- Lillian Gish (Anna Moore)
- Richard Barthelmess (David Bartlett)
- Lowell Sherman (Lennox Sanderson)
- Burr McIntosh (Squire Bartlett)
- Kate Bruce (mare Bartlett)
- Mary Hay (Kate Brewster, neboda de Squire)
- Creighton Hale (el professor)
- Emily Fitzroy (Maria Poole)
- Porter Strong (Seth Holcomb)
- Edgar Nelson (Hi Holler)
- Margaret Frances Andrews (Diana Tremont)
- Vivia Ogden (la xafardera Martha Perkins)
- George Neville (Rube Whipple)
- Josephine Bernard[1]
- David Landau
- Norma Shearer
- Patricia Fruen
- Florence Short
- Myrtle Sutch
- Carol Dempster
- Frank C. Badgley[3]

## Producció

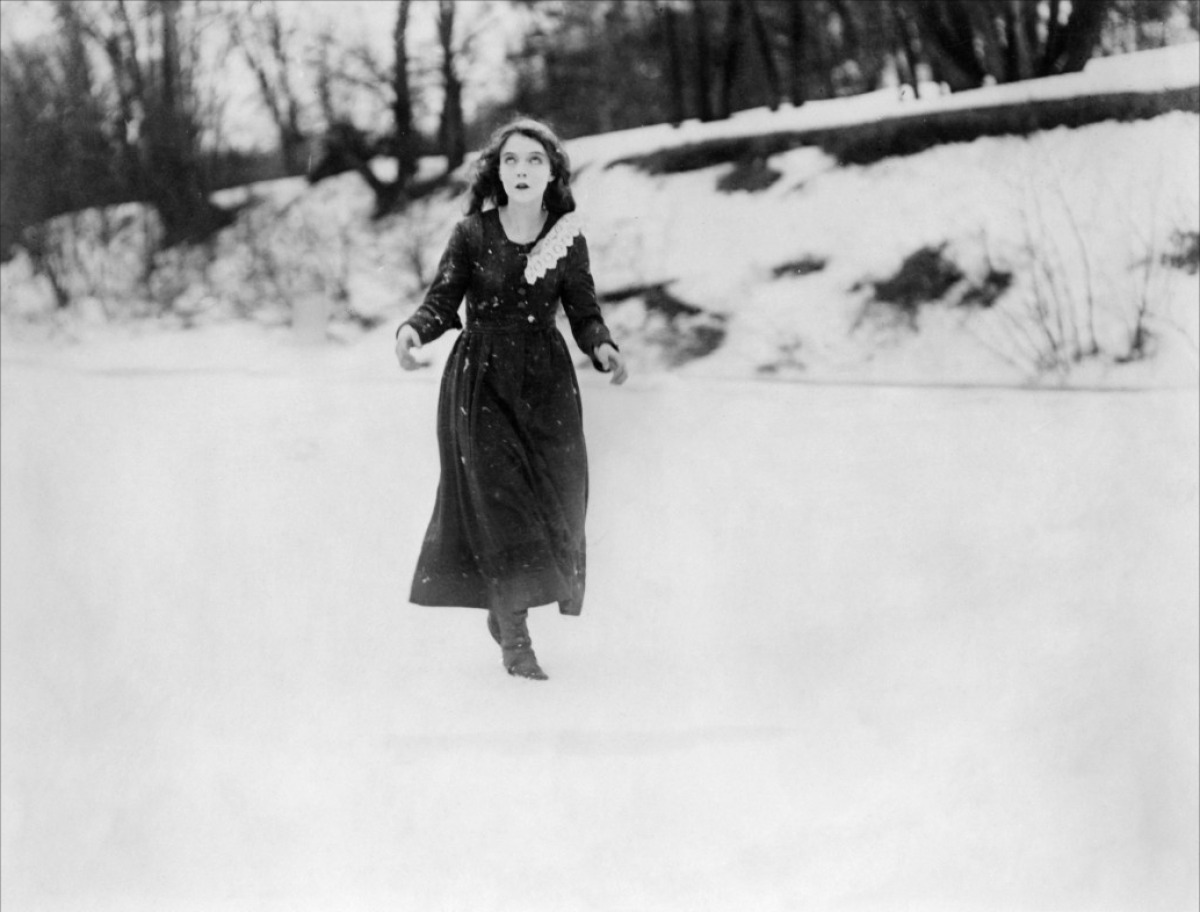
Anna Moore (Lillian Gish) en mig de la neu

L'agost de 1919, Griffith va comprar una propietat de 28 acres a Mamaroneck, a Nova York, davant de Long Island, per convertir-la en el seu estudi personal. Per a la primera pel·lícula Griffith va escollir portar al cinema “Way Down East” de Lottie Blair Parker. L'obra “Way Down East” estava basada en una obra anterior també de Parker titulada “Annie Laurie” que va ser produïda a Chicago el 1897. William Brady havia adquirit els drets de l'obra per fer-ne una pel·lícula amb la seva productora però Griffith li va comprar els drets per la suma rècord de 175.000 dòlars.
La pel·lícula va acabar sent la més cara que mai havia rodat el director. Es calcula que va costar al voltant de 750.000 dòlars.
Algunes escenes es van rodar a White River Junction (Vermont). Les escenes d'estiu es van rodar alavora de Farmington (Connecticut). L'escena al gel va ser rodada a Orient Point (Long Island). Aquesta escena, la més impactant de la pel·lícula ja forma part de la història del cinema quant a lo accidentat del rodatge. En ella, l'equip i especialment, Lillian Gish, van haver de suportar temperatures molt fredes durant hores. Pel que fa a Lillian Gish, a conseqüència de mantenir la mà dreta submergida en l'aigua congelada tant de temps, li va quedar afectada la resta de la seva vida.
Clarine Seymour, que l'any anterior havia protagonitzat moltes de les pel·lícules de Griffith va interpretar-hi un rol menor (Kate Brewster) però en morir durant el rodatge, es va decidir eliminar les escenes en que intervenia i el seu paper fou interpretat per Mary Hay. Richard Barthelmess i Mary Hay es van casar després d'aquesta pel·lícula. La fotografia va ser a càrrec de D. W. Bitzer i Hendrik Sartov i algunes escenes estaven tintades amb el sistema de color de Colura.
La pel·lícula va ser reestrenada el 1931 i s'hi va afegir so sincronitzat. La Twentieth Century-Fox va produir el 1935 una pel·lícula basada en la mateixa obra dirigida Henry King i protagonitzada per Rochelle Hudson i Henry Fonda.